# FUNFAIR
『FUNFAIR』（ファンフェア）は、RIP SLYMEの6枚目のオリジナルアルバム。2007年11月28日に、ワーナーミュージック・ジャパンから発売された。

## 概要
前作『EPOCH』からほぼ1年ぶりのオリジナルアルバム。
本作の先行シングルである「SPEED KING」と同じく、ジャケットには骸骨が写っているが、「SPEED KING」とは左右が逆になっており、様々なイラストが集まって骸骨を形成しているようなものになっている。なお、このイラストは「SPEED KING」のPVの背景に登場しているものである。また、イラストの中に緑色で「R」「I」「P」の文字が隠れている。
初動売上は前作から減少したものの、『グッジョブ!』以来約2年3か月ぶり、オリジナルアルバムに限れば『MASTERPIECE』以来約3年1か月ぶりにオリコンアルバムチャートトップ3入りを記録した。なお、累計売上では前作を上回っている。
初回盤のみ特典ステッカー封入、100枚に1枚のスペシャルプレゼント用シール付き、CM曲を務めたマクドナルド「McWrap」クーポン券付きの金箔押し3面デジパック仕様。また、「SPEED KING」が「Wrap SLYME」キャンペーンCM曲に選出されたこともあり、マクドナルドの携帯サイトで応募した中から抽選で500人に本作のマクドナルドオリジナルバージョンのコラボ記念ジャケットCDが当たるキャンペーンが実施された。

## 制作に関して
本作の制作は、2006年10月に「I・N・G」、11月に「熱帯夜」、12月に「Tales」がそれぞれ完成し、2007年に入った時点で既に3曲が出来上がっていたため、2007年4月頃と早期から取り掛かり始めた。また、早い段階で本作のテーマが「遊園地」として決定しており、作る上での指針があったため、作業は早く進行し、2007年夏頃にはほぼ完成していた。しかし、詰めの最終作業が長引き、締め切りを可能な限り伸ばしたため、結局完成したのは期限ギリギリとなった。
気づいた人に気づいたことを任せ、任せたことに関しては根拠の無い反論を一切しない、という暗黙のルールがあり、その結果、良い感じでメンバー個々の分担作業が進み、個人個人にゆとりができたという。
また、本作からメンバーの誰かが主導のもとでレコーディングするようになったことと、DJ FUMIYAの自宅にスタジオを新設したことで、完全なレコーディング月間にもかかわらず飲みに行ってしまうことがあったほど、余裕を持ってレコーディングできたという。
序盤はアップテンポの曲が多かったため、スローテンポの曲を各自作ってくることになったものの、その後一転してスローテンポの曲ばかりになってしまうなど、楽曲の配分が上手くいかず、シーソーゲーム状態だったという。その後、完成した楽曲を吟味した上で淘汰し、バランスを取っていくことで、収録曲を選出した。
そのため、収録曲から漏れてしまった楽曲も多く存在し、中には前作の収録曲候補でありながら本作でも収録されなかった、メンバー曰く「パンドラ」的な楽曲もあり、RYO-Zは「いずれ入れてあげたい」と語っている。

## 作風
タイトルの「FUNFAIR」とは「移動遊園地」という意味で、このアルバムの作風を表しており、RYO-Z曰く、「バラエティに富んだアトラクションが1枚のアルバムで楽しめる作品」をテーマに作っている。なお、これらはDJ FUMIYAの提案によるものである。また、前作まではどのようにしてヒップホップな感じを消化するか、ライブをどうするか等、色々と考えてアルバムを作ってきたため、今作では前述したようなテーマを掲げながらも、あまり考えすぎずに、気の赴くままに作ったという。その結果、色々な楽曲をバランス良く収録することが出来、メンバーが本作発売時点で「最高傑作」と称すアルバムでもある。
本作についてPESは「もちろん、やるべきところではやってますけど、あんまり考えず、好きなように作って、ラップも別にやらなくても良いかな」と考えたらしく、また、RYO-Zはラップは韻を踏むものか、そうでなくてもいいのかという質問に対して「気持ちよければ、どっちでも良いと思いますけどね。あとは趣味ですよね。韻を踏んで気持ち良いならそれでも良いと思うし、そうしなくても聴かせられるなら、もっと何を伝えるのかっていう内容に重きを置いても良いんだろうし。俺はリズムに乗っかって、言葉をパーカッシヴに発していくのが楽しいんですけど、全然どっちもありだと思いますね」と語っており、あまり韻を踏む・踏まないはこだわっていないという。
シングル曲はRIP SLYMEのオリジナルアルバムとしては最少の2曲のみの収録だが、当初CD化未定とされていた「I・N・G」「Tales」が収録されたため、本作初出の「Remember」と合わせ、タイアップ曲は最多の5曲に及ぶ。なお、「I・N・G」「Tales」にはアルバム曲としては『グッジョブ!』収録の「UNDER THE SUN」以来となるPVが製作されており、いずれもPVの一部がそのままCMの映像に使用されている。
本作の特徴として、メンバーの中から2人ずつ選抜され、MCを務めている楽曲が収録されており、「残念ボーイ」（ILMARIとPES）、「EVOLUTION」（RYO-ZとSU）、「Fa-a-ar」（RYO-ZとPES）がそれに該当する。ちなみに、キャスティングはRYO-Zの指示によるものである。なお、このような企画を試みた動機として、ILMARIは「ふたりでやったり3人でやったり、今はいろいろやりたい時期なんです」と語っている。そのため、メンバー全員が参加している楽曲が全15曲中8曲と少ない。

## 収録曲
1. Introduction
2. NP
3. Bubble Trouble
4. SPEED KING
5. Tales
6. 残念ボーイ
7. concourse1
8. EVOLUTION（feat.COMA-CHI）
9. Fa-a-ar
10. I・N・G
11. concourse2
12. Remember（RIP SLYME with MONGOL800）
13. 熱帯夜
14. StroboX
15. 流れの中で

### 楽曲解説
Introduction
（作曲：DJ FUMIYA）
インストゥルメンタル。当初6パターンの楽曲が収録曲候補に挙がっており、その後2パターンに絞られ、最終的に聞きやすさを取ってこの曲に決定された。
NP
（作詞：RYO-Z, ILMARI, PES and SU　作曲：PES）
タイトルの「NP」は「No Problem」の略。ロカビリーテイストな曲調になっているが、作曲したPES曰く、意図的なものではなく、制作の過程で自然になっていったものだという。
Bubble Trouble
（作詞：RYO-Z, ILMARI, PES and SU　作曲：DJ FUMIYA）
ILMARI曰く、「本作の核となる曲」で、シングル曲と当初から発表されていた「I・N・G」「Tales」を除けば、本作の収録曲の中で最も早く着うたとして配信された。
SPEED KING
（作詞：RYO-Z, ILMARI, PES and SU　作曲：DJ FUMIYA）
14枚目のシングル曲。
Tales
（作詞：RYO-Z,ILMARI,PES and SU　作曲：PES）
メンバー出演の東京メトロ「TOKYO HEART」CM曲。宮崎あおい出演のPVが製作されており、RIP SLYMEのPVに宮崎が出演するのは「Dandelion」以来となる。なお、PVの一部がそのままCMの映像に使用されている。CMのために書き下ろした楽曲であり、トラックはPESがCMのイメージコンテを見て製作した。なお、2006年12月頃には既に完成しており、本作の中では、「I・N・G」に次いで2番目に発表が早かった。iTunes Storeのダウンロードランキングでは3位を記録しており、シングル曲を除けば最も高い順位を記録している。
残念ボーイ
（作詞：ILMARI and PES　作曲：Yu-ki Nakamura and ILMARI）
RIP SLYMEのMCからはILMARIとPESのみ参加。タイトルはRYO-ZがYOGGYに「残念ボーイ」と言われていたことに由来する。PES曰く「すごく書きやすい曲」だったらしく、「RIP SLYMEらしいと思う」と語っている。
concourse1
（作曲：DJ FUMIYA）
インストゥルメンタル。
EVOLUTION（feat.COMA-CHI）
（作詞：RYO-Z, SU and COMA-CHI　作曲：usus）
RIP SLYMEのMCからはRYO-ZとSUのみ参加。COMA-CHIとフィーチャリングした楽曲で、RIP SLYMEの楽曲に女性がクレジットされているのは比較的珍しい。なお、作曲者のususとはSUのトラックメーカーネームである。
Fa-a-ar
（作詞：RYO-Z and PES　作曲：DJ FUMIYA）
RIP SLYMEのMCからはRYO-ZとPESのみ参加。RYO-Z曰く「意味のあることは言っていない曲」で、PESは「メジャーアルバムにこんな曲が収録されるなんて奇跡」と語っている。
I・N・G
（作詞：RYO-Z, ILMARI, PES and SU　作曲：DJ FUMIYA）
メンバー出演の「MTV presents "RIP style VAIO"」CM曲。PVも製作されており、PVの一部がそのままCMの映像に使用されている。「今、やりたいこと・したいこと」をテーマに、CMのために製作した、スカ調の楽曲。なお、2006年の「ブロウ」発売時には既に完成しており、本作の中で一番発表が早く、当初は配信限定曲として発表されていた。また、歌詞に「会話しing」「歯磨きing」など、「ing」を付けた造語が多数登場するが、この歌詞についてPESは「韻を踏んでるのか踏んでないのか、よく分からない」と話している。
concourse2
（作曲：DJ FUMIYA）
インストゥルメンタル。
Remember（RIP SLYME with MONGOL800）
（作詞：RYO-Z, ILMARI, PES, SU and Kiyosaku　作曲：RIP SLYME and MONGOL800）
MONGOL800とのコラボレーション曲。第86回高校サッカー選手権応援歌。元々ILMARIとMONGOL800が2005年の「MONSTER baSH」をきっかけに親交を深め、その際にコラボレーションの話が持ち上がり、本作の製作時期に丁度デモテープが出来上がったため、レコーディングに至ったという経緯がある。
熱帯夜
（作詞・作曲：Luis Gonzaga, David Nasser Zedantes & Rip Slyme）
13枚目のシングル曲。シングル版の歌詞カードには掲載されていなかった顔文字がSUのソロパート部分に追加されている。ただし、顔文字は歌唱しないため、歌自体は変わっていない。
StroboX
（作詞：RYO-Z, ILMARI and SU　作曲：SONPUB and RYO-Z）
「Fa-a-ar」と同じく「意味のあることは言っていない曲」で、RYO-Zが初めてプロデュースした楽曲。トラックメイクをRYO-ZとSONPUBが担当し、RYO-Zは「絶対、SONPUBにカッコイイって言わせてやる!」と思いながら作業していたという。PESは不参加。
流れの中で
（作詞：RYO-Z, ILMARI, PES and SU　作曲：PES）
RYO-Z曰く、曲にラップを乗せていく作業で「かき回した」楽曲。作曲したPES自身も「難しい」と思ったらしく、RYO-ZはニューヨークでILMARIに「書き直したほうが良いっぽいよ」と聞かされたという。

## 参加ミュージシャン
- Introduction
  - Sound produced by DJ FUMIYA
  - Mixed by Tadashi Matsuda（THINK SYNC INTEGRAL）
- NP
  - Words by RYO-Z,ILMARI,PES and SU
  - Composed and Sound produced by PES
  - Chorus by 弦小Choir（Keita,Mana,Minoli,Rikako,Ryo,Yamato）
  - Recorded by Hiroshi Sato（prime sound studio form）at Digi-Toga（assistant engineer：“P-tang”Iwamoto）
  - Mixed by Satoshi Kumasaka（prime sound studio form）at prime sound studio form
- Bubble Trouble
  - Words by RYO-Z,ILMARI,PES and SU
  - Composed and Sound produced by DJ FUMIYA
  - Recorded by Satoshi Kumasaka at 王国studio
  - Mixed by Satoshi Kumasaka and DJ FUMIYA at 王国studio
- SPEED KING
  - Words by RYO-Z,ILMARI,PES and SU
  - Composed and Sound produced by DJ FUMIYA
  - Used sample source performed；Guitar and Wood bass by Totzan
  - Scratct by DJ FUMIYA
  - Recorded by Satoshi Kumasaka at Digi-Toga
  - Mixed by Takashi Watanabe at Takashi's studio
- Tales
  - Words by RYO-Z,ILMARI,PES and SU
  - Composed and Sound produced by PES
  - Acoustic guitar by PES
  - Recorded by Satoshi Kumasaka at prime sound studio form and Digi-Toga
  - Mixed by Satoshi Kumasaka at prime sound studio form
- 残念ボーイ
  - Words by ILMARI and PES
  - Composed by Yu-ki Nakamura
  - Sound produced by Yu-ki Nakamura and ILMARI
  - Drums,Guitar and Piano by Yu-ki Nakamura
  - Bass by Marusuke Muto
  - All instruments recorded by Marusuke Muto and all vocal recorded by Hiroshi Sato at Digi-Toga
  - Mixed by Yoshiaki Onishi at Bunkamura Studio
- concourse1
  - Sound produced by DJ FUMIYA
  - Mixed by Yoshiaki Onishi
- EVOLUTION（feat.COMA-CHI）
  - Words by RYO-Z,SU and COMA-CHI
  - Composed and Sound produced by usus
  - Vocal by RYO-Z,SU and COMA-CHI
  - Recorded by Satoshi“kunkun”Kumasaka at Digi-Toga
  - Mixed by Satoshi“kunkun”Kumasaka at prime sound studio form
  - COMA-CHI appears by the courtesy of Jazzy Sport Productions
- Fa-a-ar
  - Words by RYO-Z and PES
  - Composed and Sound produced by DJ FUMIYA
  - Chorus by Chii
  - Recorded by Satoshi Kumasaka at 王国studio
  - Mixed by Tadashi Matsuda at prime sound studio form
- I・N・G
  - Words by RYO-Z,ILMARI,PES and SU
  - Composed and Sound produced by DJ FUMIYA
  - Used sample source performed；Guitar by Totzan
  - Recorded by Satoshi Kumasaka at Digi-Toga
  - Mixed by Kenichi Yoshimura at Bunkamura Studio
- concourse2
  - Sound produced by DJ FUMIYA
  - Mixed by Yoshiaki Onishi
- Remenber（RIP SLYME with MONGOL800）
  - Words by RYO-Z,ILMARI,PES,SU and Kiyosaku（MONGOL800）
  - Composed by Kiyosaku Uezu
  - Produced by RIP SLYME and MONGOL800
  - Additianal arrangement by Yukihiro Fukutomi,programming by Yukihito Fukutomi,SONPUB and DJ FUMIYA
  - Vocal by RYO-Z,ILMARI,PES,SU and Kiyosaku
  - Chorus by Takashi and Satoshi（MONGOL800）
  - Scratch by DJ FUMIYA
  - Bass by Kiyosaku Uezu
  - Guitar by Takashi Gima
  - Drums by Satoshi Takazato
  - Recirded by Hiroshi Sato at Digi-Toga and Minoru Hamasato at 3rd GARAGE STUDIO
  - Mixed by Yoshiaki Onishi at Bunkamura Studio
  - MONGOL800 appears by the courtesy of TISSUE FREAK RECORDS／HIGH WAVE CO.,LTD.
- 熱帯夜
  - Words and Music by Luis Gonzaga,David Nasser Zedantes & Rip Slyme
  - Sound produced by DJ FUMIYA
  - Scratch by DJ FUMIYA
  - Chorus by Chii
  - Rhodes by Hajime Kawauchi
  - Recorded by Satoshi Kumasaka,Mitsuru Shibamoto（prime sound studio form）and Noriki Inada（Hi-five）at Digi-Toga
  - Mixed by Kenichi Yoshimura at Bunkamura Studio ®2007 by IRMAOS VITALE SA
  - International copyright secured. All rights reserved. Right for Japan administered by PEERMUSIC K.K.
- StroboX
  - Words by RYO-Z,ILMARI and SU
  - Composed by SONPUB
  - Sound produced by SONPUB and RYO-Z
  - Recorded by Noriki Inada at Digi-Toga
  - Mixed by D.O.I. at Daimonion Recordings
- 流れの中で
  - Words by RYO-Z,ILMARI,PES and SU
  - Composed and Sound produced by PES
  - Used sample source performed；Keyboard by Hiroyuki Sawano
  - Recorded by Satoshi Kumasaka and Hiroshi Sato at Digi-Toga
  - Mixed by Tadashi Matsuda at prime sound studio form